# Utogrund
Das Stadion Utogrund befindet sich in Zürich, der grössten Stadt der Schweiz. Das Fussballstadion mit vierspuriger Leichtathletikanlage ist im Besitz des Sportamtes der Stadt Zürich. Die Kapazität beträgt insgesamt 2'850 Plätze. Davon sind 600 Sitzplätze und 2'250 Stehplätze. Die Spielfläche besteht aus Naturrasen.

## Geschichte
Der FC Zürich errichtete 1912 an der Ecke Albisrieder-/Dennlerstrasse einen vereinseigenen Fussballplatz, der den Namen Utogrund erhielt. Der Platz erhielt eine kleine Tribüne, gestaffelte Sitzplätze, eine Holzumzänung und eine 400-m-Aschenbahn (heute: Kunststoffbahn). Am 27. Juni 1920 fand im Utogrund ein Länderspiel zwischen der Schweiz und Deutschland statt, das die Schweiz mit 4:1 gewinnen konnte. 1925 verkaufte der FC Zürich den Utogrund und zog in sein neues Stadion im Letzigrund um.
Heute spielen auch die Teams von Rugby Union Zürich sowie die American Footballer der Zürich Renegades immer wieder im Utogrund. 2016 fand mit der Partie Schweiz gegen Malta dort das erste Rugby-Länderspiel in Zürich statt.